# Немец, Иржи
И́ржи Не́мец (чеш. Jiří Němec; род. 15 мая 1966, Пацов, ЧССР) — чешский футболист, игрок сборных Чехословакии и Чехии. В настоящее время занимается тренерской деятельностью.

## Карьера
Немец начал играть в футбол в 1974 в родном Пацове. В возрасте 15-ти лет он перешёл в «Динамо» Ческе-Будеёвице, где играл до 1987. С 1987 по 1990 год Немец выступал за пражскую «Дуклу», после чего перешёл в стан их соперников — «Спарту». В первый же сезон его признали игроком года в Чехии. В 1993 Иржи Немец стал игроком «Шальке 04». За клуб из Гельзенкирхена он провёл в общей сложности 257 матчей, выиграв Кубок УЕФА и два Кубка Германии. В 2002 Немец по семейным обстоятельствам был вынужден вернуться в Чехию, подписав контракт на один сезон с клубом «Хмел». В 2003 он перешёл в «Спарту», но через полгода из-за конкуренции за место в основном составе, перебрался в другой пражский клуб — «Викторию Жижков». Сезон 2004/05 Немец опять провёл в Спарте, но выступал только за второй состав. После этого Иржи Немец закончил с карьерой игрока на высшем уровне: ещё сезон он отыграл за клуб четвёртого дивизиона ФК «Добровице», после чего перешёл на тренерскую работу.
Летом 2006 Иржи Немец был назначен одним из двух тренеров пражской «Дуклы». В начале 2007 «Дукла» и клуб второго дивизиона «Якубчовице Фотбал» договорились о продаже лицензии на сезон 2007/08. Для ознакомления с составом «Якубчовице» один из тренеров «Дуклы» Гюнтер Биттенгел до конца сезона возглавил этот клуб. Немец на этот период стал единственным тренером «Дуклы». После возвращения Биттенгела дуумвират тренеров был восстановлен.
За национальную команду Немец выступал с 1990 по 2001, приняв участие в Чемпионате мира 1990 (не выходил на поле), Чемпионате Европы 1996 и Чемпионате Европы 2000. Свой единственный гол за сборную он забил в матче против Южной Кореи 27 мая 1998 года. 36 раз Иржи Немец выводил на поле сборную Чехии в качестве капитана. Наивысшим его достижением в сборной является 2 место на Евро-96.
Его прозвище среди игроков — Němej, что означает «немой». Прозвище соответствует характеру Немца — он известен как очень малоразговорчивый человек. Интервью даёт крайне редко. Помимо этого, фаны «Шальке 04» прозвали его «Meister» — мастер, чемпион.

## Достижения
- Чемпион Чехословакии: 1990/91, 1992/93
- Кубок Чехословакии: 1990, 1992
- Кубок Германии: 2001, 2002
- Кубок УЕФА: 1997
- Вице-чемпион Европы: 1996
- Футболист года в Чехии (1997)